# Клибер, Йозеф
Йозеф Клибер (нем. Josef Klieber; 1 ноября 1773, Замок Амбрас, Инсбрук — 11 января 1850, Вена) — австрийский скульптор и художник.

## Жизнь и творчество
Был сыном скульптора Урбана Кливера. В 1785 году поступает в местную (в Инсбруке) школу рисунка. В 1792 году уезжает в Вену. Первое время в венской столице живёт в бедности, пока не поступает в ученики к скульптору Иоганну Баптисту Штраубу. У другого своего преподавателя, Иоганна Мартина Фишера, изучает технику литейного дела. В первое десятилетие XIX века выполняет многочисленные заказы по малой пластике для князя Иоганна Лихтенштейнского и его дворцов в Вене и окрестностях австрийской столицы. Благодаря этим заказам приобрёл известность как скульптор и в 1814 году получает чин тайного советника, а также возглавляет школу гравировки и рудных разработок при Академии изящных искусств Вены - первоначально как временный, а с 1815 и по 1845 год — постоянный её директор. Был награждён большой золотой медалью за гражданскую деятельность и другими отличиями. В Вене его имя носят улица (Kliebergasse) и парк (Кlieberpark).
Йозеф Клибер был одним из крупнейших австрийских скульпторов первой половины XIX столетия. Относился к реалистической школе; его скульптурные композиции, украшавшие фасады зданий, фонтаны, его пластические работы являлись в так называемый «домартовский период» XIX столетия лицом австрийской столицы. Для своей скульптуры предпочитал использовать песчаник.
Сын Йозефа, Эдуард Kлибер (1805-1079) был также художником и графиком, как и внук — Карл Гёбель (1824-1899).

## Галерея

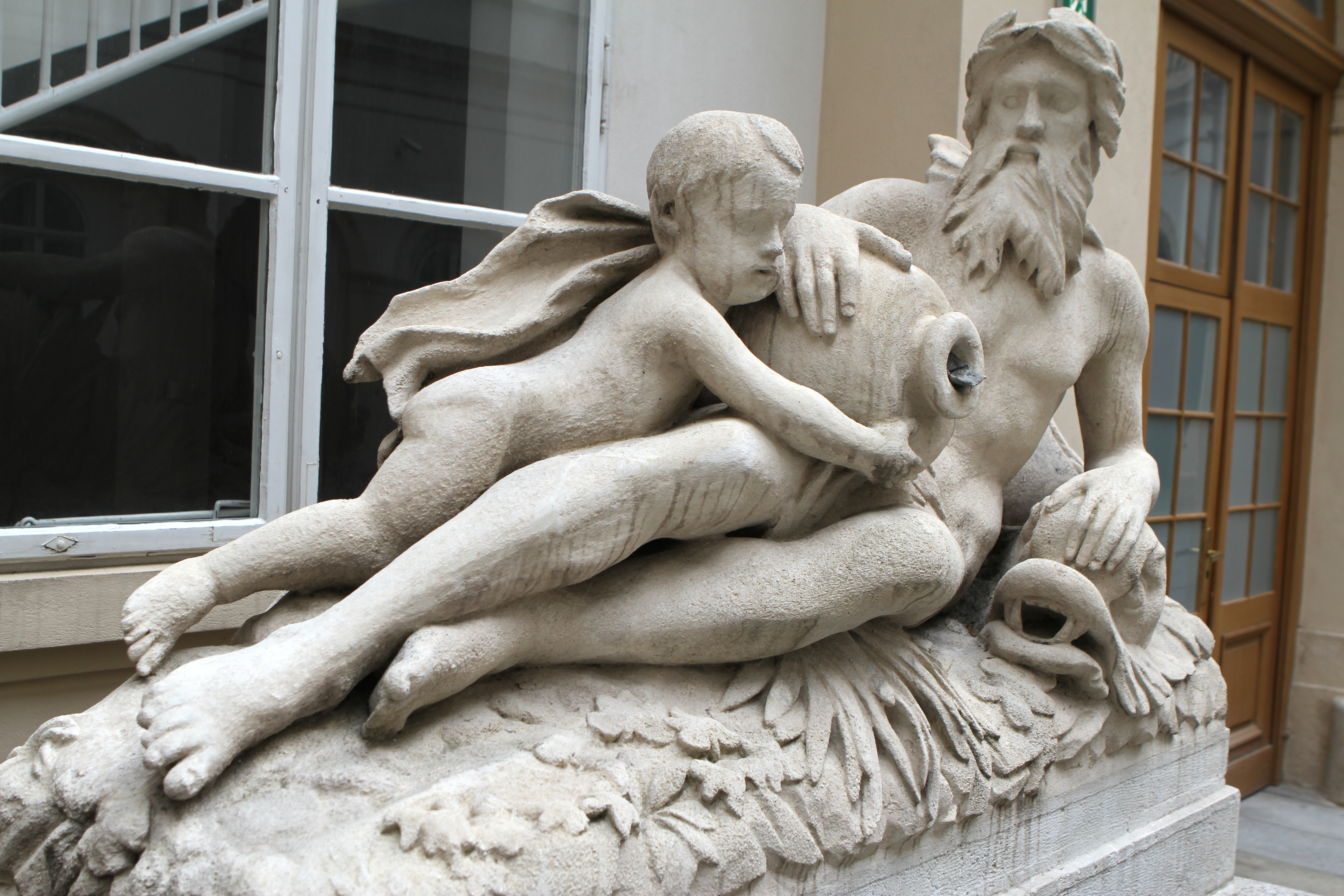
Деталь фонтана Истер (1844)
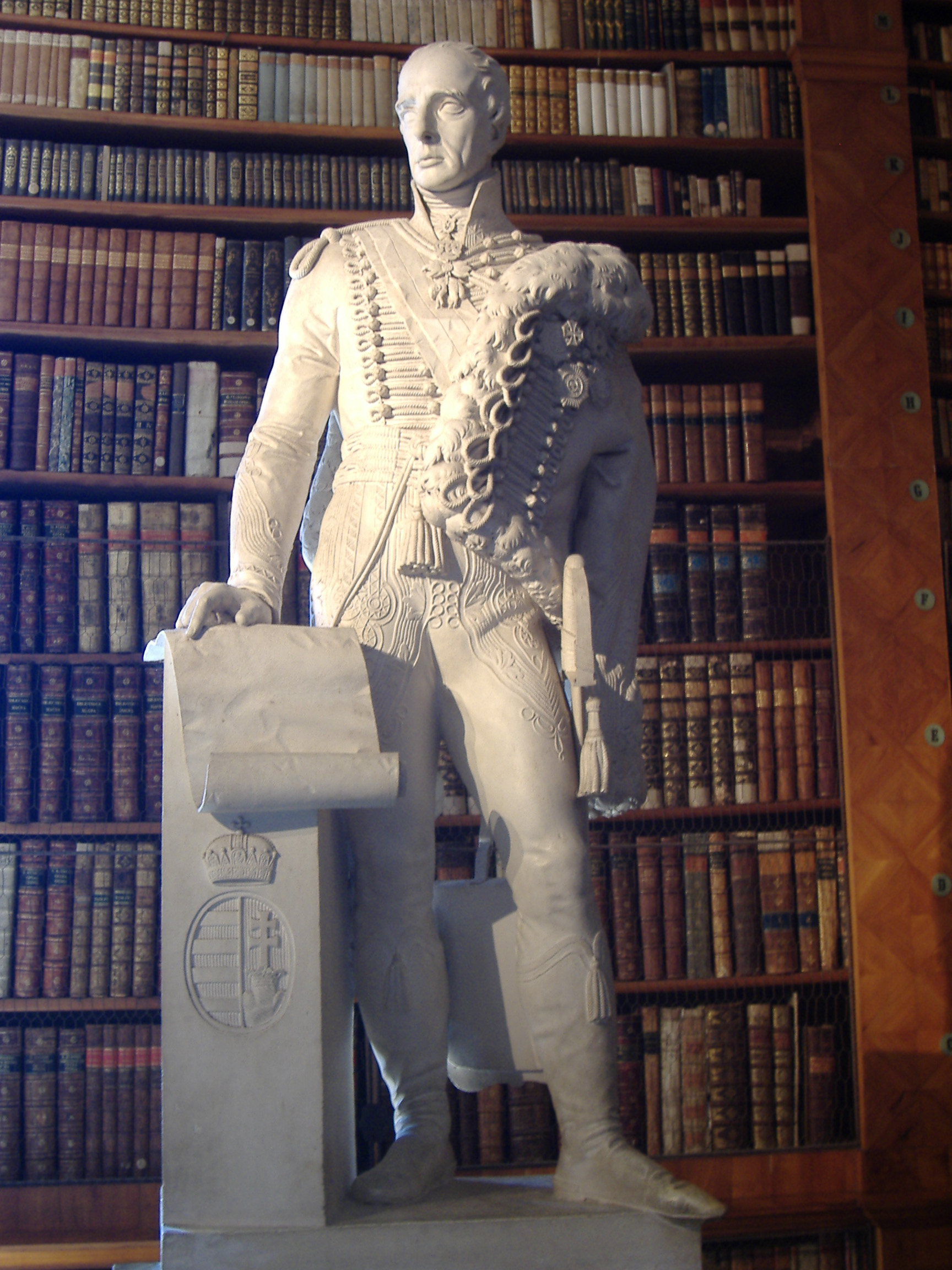
Статуя императора Франца-Иосифа I
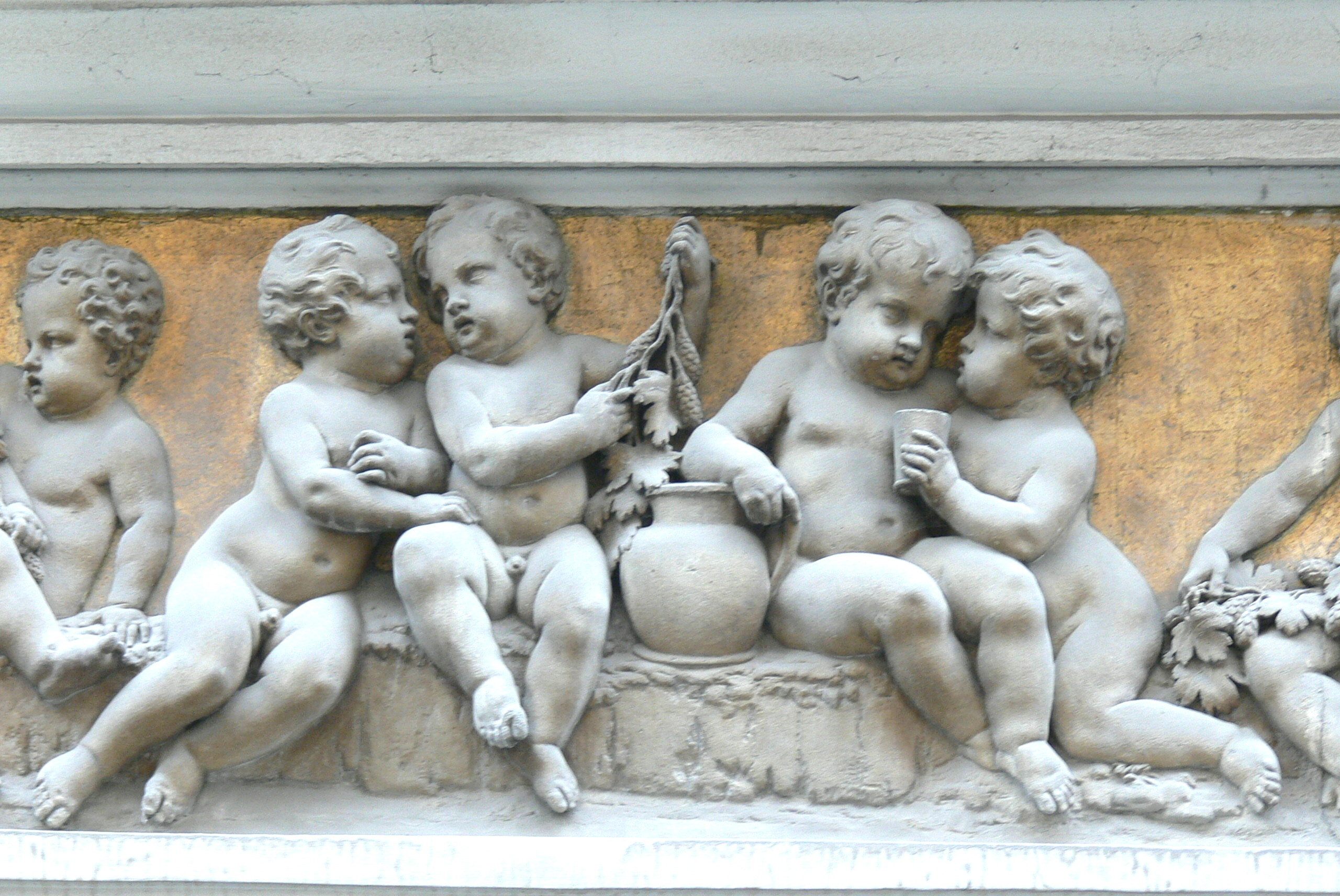
Фриз здания «У голубых карпов», Аннаштрассе, Вена
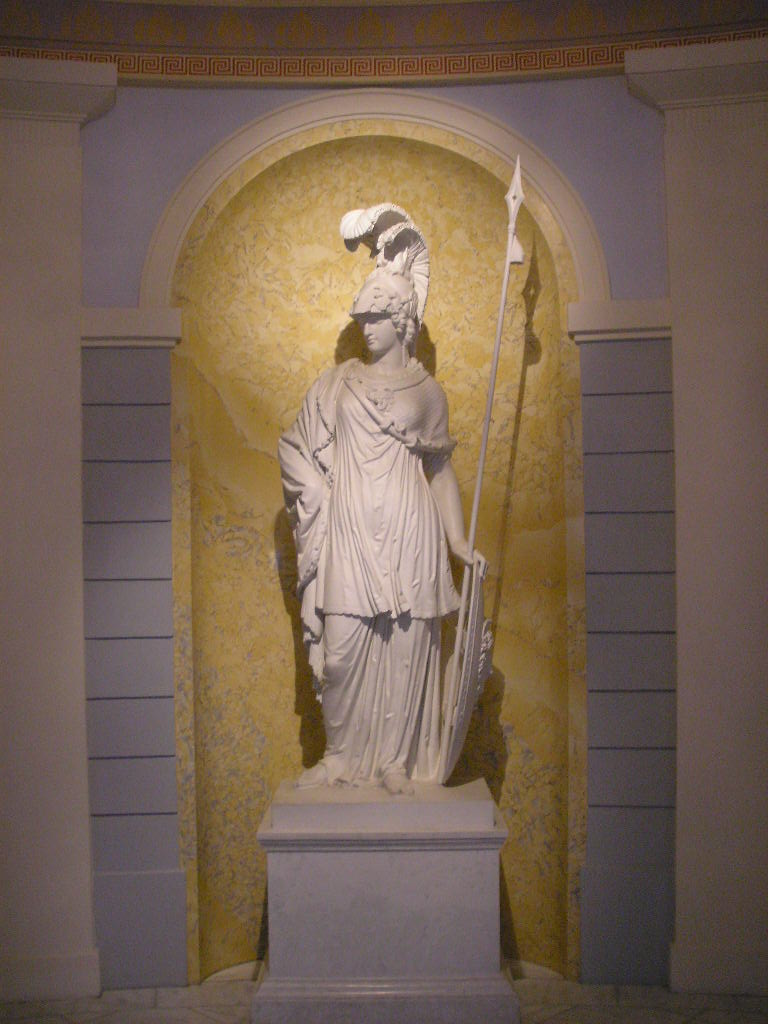
Статуя Минервы, дворец эрцгерцога Альбрехта, Вена
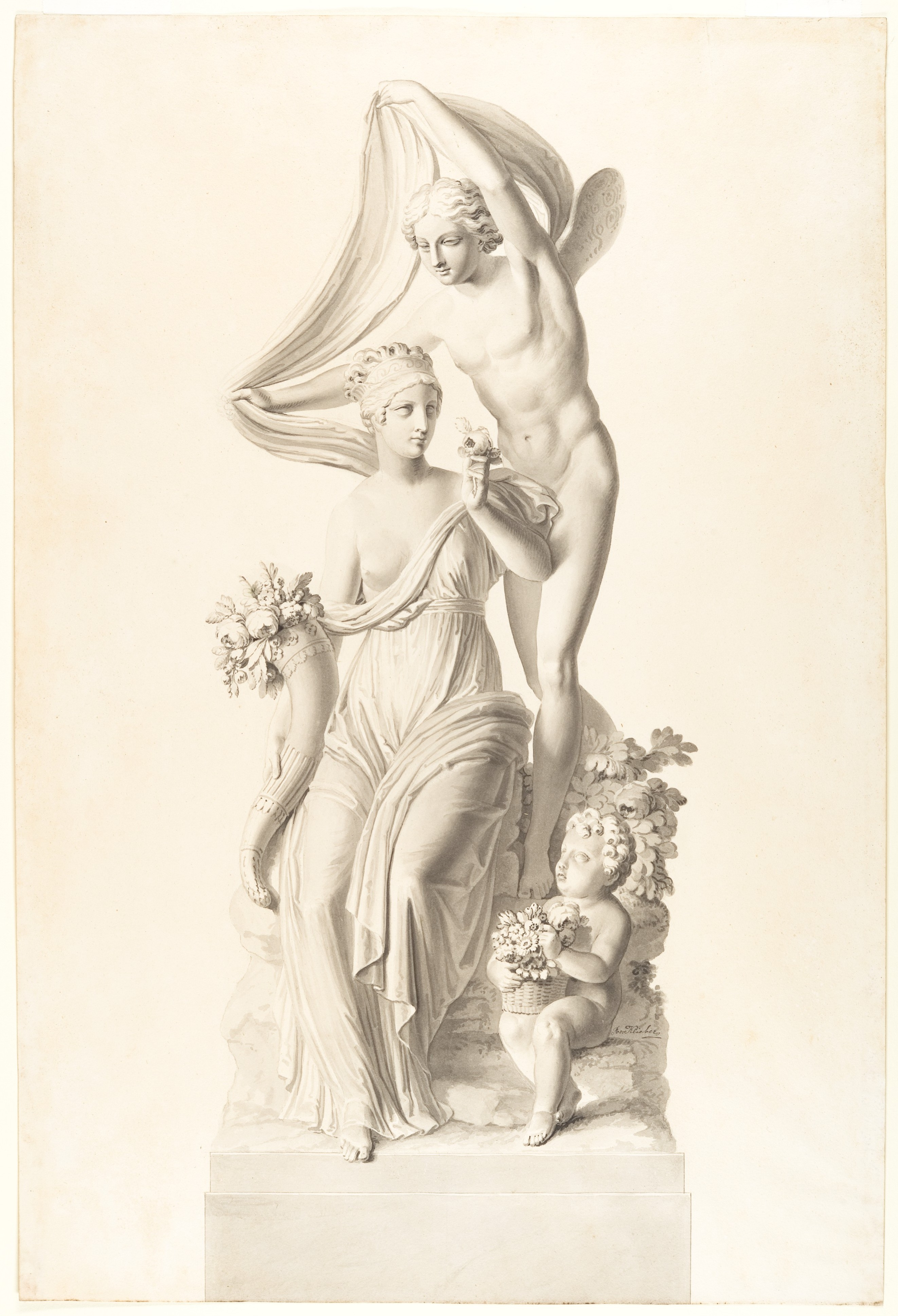
«Флора и Зефир»